# Tapinocyba sucra
Tapinocyba sucra là một loài nhện trong họ Linyphiidae.
Loài này thuộc chi Tapinocyba. Tapinocyba sucra được Ralph Vary Chamberlin miêu tả năm 1949.